# Manuel Vieira de Matos
Manuel Vieira de Matos (Peso da Régua, 22 marzo 1861 – Braga, 28 settembre 1932) è stato un arcivescovo cattolico portoghese.

## Biografia
Ordinato prete nel 1883, nel 1899 fu eletto arcivescovo titolare di Mitilene e nominato vicario generale del patriarcato di Lisbona.
Nel 1903 fu trasferito alla sede vescovile residenziale di Guarda e si trovò a guidare la diocesi in un periodo particolarmente difficile per il cattolicesimo in Portogallo.
Fu una delle figure di riferimento per il partito cattolico e per questo le autorità civili lo incarcerarono due volte e per tre volte, tra il 1910 e il 1913, lo allontanarono con violenza dalla sua diocesi.
Papa Pio X, nel 1913, lo trasferì alla sede metropolitana di Braga: nel 1919 la Santa Sede lo autorizzò a ripristinare nella sua cattedrale il rito bracarense.
Fu attento ai problemi sociali e promosse opere di assistenza alla popolazione indigente.

## Genealogia episcopale e successione apostolica
La genealogia episcopale è:
- Cardinale Scipione Rebiba
- Cardinale Giulio Antonio Santori
- Cardinale Girolamo Bernerio, O.P.
- Arcivescovo Galeazzo Sanvitale
- Cardinale Ludovico Ludovisi
- Cardinale Luigi Caetani
- Cardinale Ulderico Carpegna
- Cardinale Paluzzo Paluzzi Altieri degli Albertoni
- Papa Benedetto XIII
- Papa Benedetto XIV
- Cardinale Enrico Enriquez
- Arcivescovo Manuel Quintano Bonifaz
- Cardinale Buenaventura Córdoba Espinosa de la Cerda
- Cardinale Giuseppe Maria Doria Pamphilj
- Papa Pio VIII
- Papa Pio IX
- Arcivescovo Innocenzo Ferrieri
- Vescovo José Luis Alves Feijo, O.SS.T.
- Vescovo José Dias Correia de Carvalho
- Arcivescovo Manuel Vieira de Matos

La successione apostolica è:
- Vescovo José Lopes Leite de Faria (1916)
- Vescovo José do Patrocínio Dias (1921)
- Vescovo Agostinho de Jesus e Souza (1921)
- Arcivescovo Antonio Bento Martins Júnior (1928)
- Vescovo Guilherme Augusto Inácio da Cunha Guimarães (1928)